# Petra Martínez
Petra Martínez Pérez (Linares, 24 giugno 1944) è un'attrice spagnola.

## Filmografia parziale

### Cinema
- Camada negra, regia di Manuel Gutiérrez Aragón (1977)
- Entre rojas, regia di Azucena Rodríguez (1995)
- Nadie conoce a nadie, regia di Mateo Gil (1999)
- El invierno de las anjanas, regia di Pedro Telechea (2000)
- Gente pez, regia di Jorge Iglesias (2001)
- Sólo mía, regia di Javier Balaguer (2001)
- Noviembre, regia di Achero Mañas (2003)
- La mala educación, regia di Pedro Almodóvar (2004)
- La notte dei girasoli (La noche de los girasoles), regia di Jorge Sánchez-Cabezudo (2006)
- La soledad, regia di Jaime Rosales (2007)
- Nacidas para sufrir, regia di Miguel Albaladejo (2009)
- Que se mueran los feos, regia di Nacho G. Velilla (2010)
- Bed Time (Mientras duermes), regia di Jaume Balagueró (2011)
- El amor no es lo que era, regia di Gabriel Ochoa (2013)
- Todas las mujeres, regia di Mariano Barroso (2013)
- Le pecore non perdono il treno (Las ovejas no pierden el tren), regia di Álvaro Fernández Armero (2014)
- Hablar, regia di Joaquín Oristrell (2015)
- Palme nella neve (Palmeras en la nieve), regia di Fernando González Molina (2015)
- Petra, regia di Jaime Rosales (2018)
- La vida era eso, regia di David Martín de los Santos (2020)
- Cerrar los ojos, regia di Víctor Erice (2023)

### Televisione
- Cuentopos - serie TV, 21 episodi (1974-1976)
- Barrio Sésamo - serie TV, 4 episodi (1979-1980)
- Condenadas a entenderse - serie TV, 10 episodi (1999)
- La sopa boba - serie TV, 6 episodi (2004)
- Herederos - serie TV, 32 episodi (2007-2009)
- Amar en tiempos revueltos - serie TV, 32 episodi (2009-2010)
- Todas las mujeres - serie TV, 6 episodi (2010)
- Toledo - serie TV, 13 episodi (2012)
- Gran Reserva. El origen - serie TV, 18 episodi (2013)
- Diarios de la cuarentena - serie TV, 8 episodi (2020)
- La que se avecina - serie TV, 92 episodi (2014-2023)

## Premi
- Medallas del Círculo de Escritores Cinematográficos
  - 2011: "Mejor Actriz" (Nacidas para sufrir)
- Golden Rooster Awards
  - 2021: "Audience Award - Best International Actress" (La vida era eso)
- Málaga Film Festival
  - 2012: "Cortometrajes: Mejor Interpretación Femenina" (Libre directo)
  - 2021: "Biznaga de Plata Ciudad del Paraíso"
- Premios de la Unión de Actores y Actrices
  - 2008: "Secundario TV - Categoría Femenina" (Herederos), "Protagonista Cine - Categoría Femenina" (La soledad)
  - 2012: "Reparto Cine - Categoría Femenina" (Bed Time)
  - 2018: "Reparto TV - Categoría Femenina" (La que se avecina)
  - 2022: "Protagonista Cine - Categoría Femenina" (La vida era eso)
- Transilvania International Film Festival
  - 2021: "Best Performance - Best Actress" (La vida era eso)
- Almería International Film Festival
  - 2020: "RTVA Award - Trajectory" (La vida era eso)
  - 2022: "National TV Series Contest - Best Actress in a Comedy Series" (La que se avecina)
- Premi Feroz
  - 2022: "Best Actress in a Leading Role" (La vida era eso)
- L'Alfàs del Pi Film Festival
  - 2023: "Faro de Plata"
- Seville European Film Festival
  - 2020: "Best Actress" (La vida era eso)